# Coelorinchus pardus
Coelorinchus pardus es una especie de pez de la familia Macrouridae en el orden de los Gadiformes.

## Morfología
• Los machos pueden llegar alcanzar los 30 cm de longitud total.

## Hábitat
Es un pez bentopelágico de aguas  tropicales que vive entre 107-187 m de profundidad.

## Distribución geográfica
Se encuentra en el Mar de Arafura (Territorio del Norte, Australia ).